# Fair Trade
Fair Trade è un singolo del rapper americano-canadese Drake, pubblicato il 3 settembre 2021 come secondo estratto dal sesto album in studio Certified Lover Boy.

## Descrizione
Sesta traccia del disco, Fair Trade conta la partecipazione del rapper statunitense Travis Scott ed è caratterizzata da un campionamento del brano Mountains di Charlotte Day Wilson.

## Classifiche

### Classifiche settimanali
| Classifica (2021) | Posizione massima |
| ----------------- | ----------------- |
| Australia         | 3                 |
| Austria           | 11                |
| Canada            | 4                 |
| Danimarca         | 5                 |
| Francia           | 14                |
| Germania          | 45                |
| Grecia            | 2                 |
| India             | 6                 |
| Irlanda           | 4                 |
| Islanda           | 8                 |
| Italia            | 38                |
| Lituania          | 11                |
| Norvegia          | 8                 |
| Nuova Zelanda     | 3                 |
| Paesi Bassi       | 12                |
| Portogallo        | 6                 |
| Regno Unito       | 3                 |
| Repubblica Ceca   | 34                |
| Singapore         | 12                |
| Slovacchia        | 21                |
| Spagna            | 99                |
| Stati Uniti       | 3                 |
| Sudafrica         | 1                 |
| Svezia            | 17                |
| Svizzera          | 7                 |
| Ungheria          | 17                |

### Classifiche di fine anno
| Classifica (2021) | Posizione |
| ----------------- | --------- |
| Canada            | 86        |
| Portogallo        | 160       |